# Мазрюль
Мазрю́ль (фр. Mazerulles) — коммуна во французском департаменте Мёрт и Мозель, региона Лотарингия. Относится к  кантону Сешам.

## География
Мазрюль расположен в 17 км к северо-востоку от Нанси. Соседние коммуны: Брен-сюр-Сей на северо-западе, Петтонкур на северо-востоке, Монсель-сюр-Сей на востоке, Сорневиль на юго-востоке, Эрбевиллер-сюр-Амезюль на юге, Шампену на юго-западе. Коммуна стоит на трассе Нанси-Шато-Сален (национальная дорога N74).

## Демография
Население коммуны на 2010 год составляло 242 человека.
| 1962 | 1968 | 1975 | 1982 | 1990 | 1999 | 2010 |
| ---- | ---- | ---- | ---- | ---- | ---- | ---- |
| 155  | 150  | 161  | 264  | 272  | 258  | 242  |